# Appell für freie Debattenräume
Der Appell für freie Debattenräume wurde am 1. September 2020 im Internet auf der Seite Intellectual Deep Web Europe veröffentlicht. Bei dem Appell handelt es sich um die deutsche Adaption des zuvor in den Vereinigten Staaten lancierten Projekts „A Letter on Justice and Open Debate“ des US-Amerikaners Thomas Chatterton Williams. Unter dem Hashtag #CancelCancelCulture wurde der Aufruf ab Herbst 2020 auf Twitter beworben. Er richtet sich gegen die sogenannte Cancel Culture.
Die Hauptakteure der deutschen Version sind der Journalist Milosz Matuschek und der YouTuber und Autor Gunnar Kaiser (1976–2023).

## Hintergrund
In den USA initiierte der Autor und Kulturkritiker der New York Times Thomas C. Williams einen Offenen Brief, der die freie Rede verteidigte und für offene Debatten warb. Er kritisierte „Illiberalismus“ und „Cancel-Kultur“ und prangerte US-Präsident Donald Trump als Gefahr für die Demokratie an. 153 Schriftsteller, Journalisten und Intellektuelle unterschrieben den Brief, dazu gehörten Anne Applebaum, Margaret Atwood, Wynton Marsalis, Gloria Steinem, Bill T. Jones und Salman Rushdie. Seit Anfang Juli 2020 ist er auf der Internetseite von Harper’s Magazine abrufbar und wurde zeitgleich in deutscher Übersetzung in der Wochenzeitung Die Zeit veröffentlicht.
Daran angelehnt initiierten Gunnar Kaiser und Milosz Matuschek ihren Appell zur Debattenkultur im deutschen Sprachraum. Ein Anlass war die Ausladung der österreichischen Kabarettistin Lisa Eckhart vom Hamburger Literaturfestival Harbour Front im August 2020.

## Inhalt
Die Initiatoren vertreten die These, in Deutschland sei die Meinungsfreiheit bedroht. Sie fordern, „das freie Denken aus dem Würgegriff“ zu befreien. Den Würgegriff sehen sie „in pauschalen Demonstrationsverboten, der Zensur von Karikaturisten, der Ausladung von Kabarettisten und Maßnahmen von Verlagen, die Bücher aus ihrem Sortiment genommen oder aus Bestsellerlisten entfernt haben“. Sie wenden sich außerdem gegen das Phänomen der „Kontaktschuld“: Man werde nicht schon „mitschuldig“, wenn man mit einer Person, die wegen ihrer Meinung in die Kritik geraten ist, auf einem Podium sitzt oder auf einer Unterschriftenliste steht. Die Kulturredaktion des NDR zitierte aus dem Appell: „Wir erleben gerade einen Sieg der Gesinnung über rationale Urteilsfähigkeit. Nicht die besseren Argumente zählen, sondern zunehmend zur Schau gestellte Haltung und richtige Moral.“

## Rezeption
In der Süddeutschen Zeitung stellten die Journalisten Philipp Bovermann und Felix Stephan einen Unterschied zu dem US-Brief heraus, in dem Intellektuelle wie Anne Applebaum, Margaret Atwood und John Banville einen freien Gedankenaustausch angemahnt hatten, während die Urheber der deutschen Variante „bekannte Köpfe der rechtskonservativen Infosphäre“ seien, die „hinter jeder Ecke politische Korrektheit und Moralterror […] vermuten und sich umstellt […] fühlen von linksradikaler Gesinnungsinquisition“. Sie attestierten dem Appell eine „alarmistische Theatralik“. Dass sich „auch Liberale und Linke“ wie Ilija Trojanow oder Hartmut Esser für die Redefreiheit der Rechten einsetzten, schreiben die Autoren, sei „für die Initiatoren ein schöner Diskurserfolg“.
Svenja Flaßpöhler, Chefredakteurin des Philosophie Magazins, unterschrieb den Aufruf nicht, obwohl auch sie „Mut und Mündigkeit“ „in Gefahr“ sah. „Was ich beobachte, ist ein verengtes Denken“, erklärte sie auf rbbKultur, „da haben die Initiatoren durchaus Recht“. Allerdings werfe der Appell „zu viel zusammen“. Vor allem ginge der Aufruf zu weit, wenn er von „Stummgeschalteten“ spreche. Man solle nicht „den Fehler begehen, amerikanische Verhältnisse“ herbeizureden: „In den USA sind die Menschen inzwischen soweit, dass sie tatsächlich für Meinungen ihren Job verlieren können, aber das ist hier in dieser Form noch nicht der Fall“.
In der taz schrieb die Medienredakteurin Anne Fromm, unterzeichnet hätten Journalisten wie Harald Martenstein, Frank Lübberding oder Günter Wallraff, „alles Leute, die sehr wohl sehr viel sagen dürfen“. Wer sich öffentlich zu Wort melde, müsse auch Kritik ertragen: In einem offenen Debattenraum stehe eben keine „Kanzel, von der aus ein paar wenige predigen“.
Gerhard Henschel bezweifelte in der marxistischen Tageszeitung Junge Welt, dass es die von den Initiatoren kritisierte Cancel Culture überhaupt gebe: „Und welche Informationsinsel ist untergegangen, wenn man einmal von Gerhard Freys 2019 verblichener Nationalzeitung absieht? Fragen könnte man das Götz Aly, Norbert Bolz, Peter Hahne, Monika Maron, Dieter Nuhr, Boris Palmer, Wolfgang Sofsky, Cora Stephan und Günter Wallraff, die zu den Erstunterzeichnern des Appells gehören, doch sie würden einem die Antwort schuldig bleiben, denn es gibt sie schlichtweg nicht, die ominösen ‚Stummgeschalteten‘ und ‚unsichtbar Gewordenen‘. Darüber scheint sich jedoch keiner der Unterzeichner Gedanken gemacht zu haben.“

## Erstunterzeichner
Erstunterzeichner des Appells waren unter anderem der Tübinger Oberbürgermeister Boris Palmer, die Schriftstellerin Monika Maron, der Kabarettist Dieter Nuhr, der Historiker Götz Aly, der Reiseautor Andreas Altmann und die Journalisten Harald Martenstein, Alexander Kissler, Peter Hahne und Günter Wallraff.
Der Regisseur Alexander Kluge, der ursprünglich zu den Erstunterzeichnern des Appells gehörte, kündigte nach einem Anruf der Süddeutschen Zeitung an, seine Unterschrift zurückzuziehen. Der Appell sei ihm von einer Mitarbeiterin vorgelegt worden, mit der Bemerkung, es handele sich um eine gute Sache. Als er gehört habe, dass Margaret Atwood unter den Erstunterzeichnern sei, habe er seine Zustimmung gegeben. Atwood hatte jedoch nicht diesen Appell unterschrieben, sondern dessen Vorbild, den Letter on Justice and Open Debate im Harper’s Magazine.
Ilija Trojanow erklärte per Mail an die Süddeutsche Zeitung, „dass allein das grelle Tageslicht eines offenen Diskurses gerade die abwegigen oder gar menschenverachtenden Positionen diskreditieren kann“. Hartmut Esser schrieb auf Anfrage, er sei schon auf Twitter darauf hingewiesen worden, „in welche ‚Gesellschaft‘ er sich mit seiner Unterschrift begeben habe – was aus seiner Sicht den Vorwurf des Appells bestätigt, dass inzwischen eine ‚Kontaktschuld‘ gelte“.
Ralf Bönt begriff den Appell im Onlinemagazin Telepolis als „Aufruf gegen Konformismus“, der zugleich „den Wiedereinzug der Idee von Glaubensgemeinschaft in die Legowelten der saturierten, gelangweilten Gesellschaft“ adressiere. Alexander Grau lobte im Cicero den Appell als Ausdruck „freien Denkens“ und sah in ihm eine angemessene Reaktion auf „die Unkultur des Niederschreiens, des Ausladens und Löschens“. Grau und Bönt gehörten beide zu den Erstunterzeichnern des Appells.
Christian Illies stellte in einem Interview mit dem Bayerischen Rundfunk klar, dass er den Appell unter anderem deswegen unterzeichnet habe, um auf ein Problem schwindender Meinungsfreiheit aufmerksam zu machen. Das legitime Anliegen, dass es nichts Wichtigeres gäbe als die Freiheit des Denkens und des Geistes, bewege heutzutage viele Menschen. Auch die Kontaktschuld, die er als „die Gefahr, sich mit jemandem zusammen zu stellen, der aus irgendwelchen Gründen in der Öffentlichkeit nicht gut geduldet ist“ bezeichnet, würde heute immer stärker zunehmen.